# Teatre d'operacions
En llenguatge militar, un teatre d'operacions es defineix com una zona geogràfica específica on es produeixen els conflictes armats, vorejada per zones on no es combat.

## Teatre de la guerra
El terme sembla haver estat encunyat per Karl von Clausewitz en el seu llibre De la guerra i es defineix per la necessitat de separar la planificació al més alt esglaó de comandament de les forces armades participants. La delimitació es produeix al llarg de les fronteres regionals o zones marítimes clarament separades d'altres regions que limiten amb ella. Un sol conflicte pot ser lliurat en diversos teatres, un sol país o una aliança pot participar en diversos teatres, i una nació pot participar en diversos conflictes no vinculats lliurats en diversos teatres d'operacions.
| «                                   | Denota adequadament aquesta porció de l'espai sobre el qual preval com la guerra té els seus límits protegits, i, per tant, posseeix una mena d'independència. Aquesta protecció pot consistir en fortaleses, obstacles naturals o importants presentada per al país, o fins i tot separats per una distància considerable de la resta de l'espai abraçat a la guerra. Aquesta part no és una mera peça del conjunt, però un petit conjunt complet en si mateix, i per lo tant és més o menys en aquesta condició que els canvis que tenen lloc a altres punts de la seu de la guerra només indirecta i sense una influència directa sobre ella. Per donar una idea adequada de la present, podem suposar que en aquesta part es fa una bestreta, mentre que una altra quarta part en un recés s'està duent a terme, o que a la una d'un exèrcit està actuant defensivament, mentre que una ofensiva es porta a sobre l'altra. Aquesta idea clarament definida, ja que no és capaç d'aplicació universal, sinó que és aquí utilitzar simplement per indicar la línia de distinció | » |
| — Karl von Clausewitz, De la guerra | |   |

## Teatre d'operacions

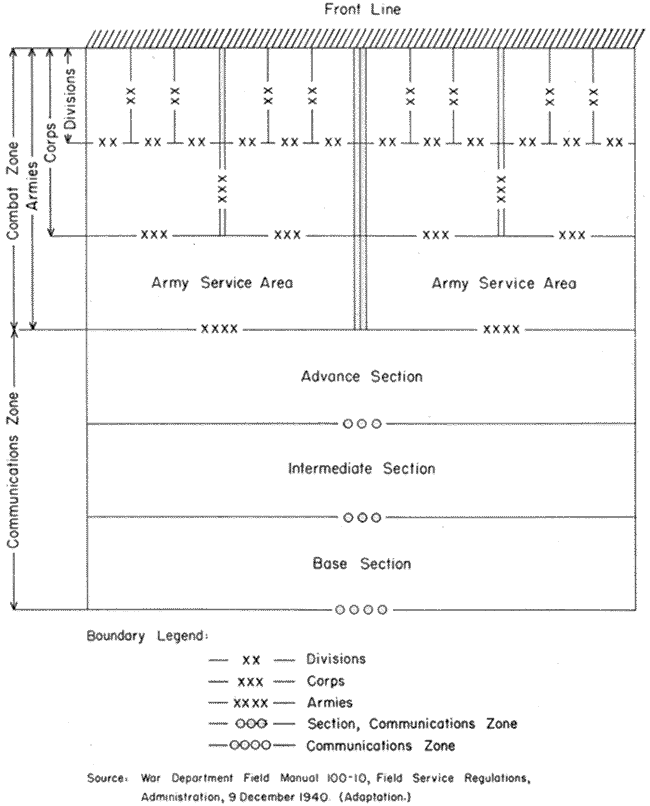
Gràfic 12 .- organització típica d'un teatre d'operacions segons el previst pel Departament de Doctrina de Guerra, 1940

Un teatre d'operacions estatunidenc és un terme operacional i administratiu de comandament. El terme teatre d'operacions es va definir en els manuals de camp dels Estats Units com les zones terrestres i marítimes a ser envaïdes o defensades, incloses les zones necessàries per a les activitats administratives inherents a les operacions militars (gràfic 12). D'acord amb l'experiència de Primera Guerra Mundial, se sol concebre com una gran massa de terra contínua en la qual es duria a terme operacions i es va dividir en dues àrees: cap de la zona de combat, o l'àmbit de la lluita activa, i la zona de comunicacions, o l'àrea necessària per a l'administració del teatre. Com que els exèrcits avancen, tant aquestes zones i les zones en què es divideix per torns que transmet a les noves àrees geogràfiques de control.

## Ús i significat
El concepte de teatre de la guerra s'ha utilitzat en diverses guerres, i sovint serveix com un element essencial de l'estratègia d'una o més parts.
Les guerres dels imperis sovint implicaven conflictes lliurats en zones molt allunyades, com en les guerres imperialistes per l'adquisició colonial de territoris. Aquestes expansions imperials també podria ser considerat el teatre de múltiples guerres.
La primera guerra amb múltiples teatres d'operacions de l'era moderna va ser les guerres napoleòniques, que es van lluitar a l'Àfrica occidental, oriental i nord d'Europa, la Mediterrània, les regions costaneres, incloent el nord d'Àfrica i l'orient pròxim, l'oceà Atlàntic, la regió de l'Àfrica del Sud i el subcontinent indi.
En un altre exemple, durant la Guerra Civil dels Estats Units, una estratègia clau dels Estats Units d'Amèrica per atacar els Estats Confederats d'Amèrica en el teatre occidental i oriental era forçar al Sud a ampliar les seves forces. La captura de Vicksburg per Ulysses S. Grant dividia el sud en la meitat per la captura del riu Mississipi, va tenir un gran efecte en el front oriental del general Robert Lee que va veure com minvaven els subministraments rebuts, i quan es va convertir en comandant de l'Exèrcit de la Unió, va als ordenar generals coordinar les seves operacions amb la finalitat d'impedir el Sud la transferència de tropes a diferents llocs.
Durant la Primera Guerra Mundial, diversos dirigents britànics, entre ells Winston Churchill van suggerir que la Gran Bretanya i els aliats ampliessin les seves operacions a l'Orient Mitjà, per posar més pressió sobre l'Imperi Otomà i les altres Potències Centrals.
El conflicte més recent amb diversos teatres va ser la Segona Guerra Mundial, lliurada en dues zones de guerra continental, Europa i el Pacífic, i múltiples teatres interconnectats, sovint pel domini del mar i a vegades de l'aire.